# Concursul Muzical Eurovision Asia
Concursul Muzical Eurovision Asia este un concurs ca și Concursul Muzical Eurovision, dar cu țări asiatice. Prima ediție a concursului trebuia să aibă loc pe 7 decembrie 2019, dar concursul a fost anulat.

## Participanți
| An  | Țări care își vor face debutul |
| --- | --- |
| TBA | - Australia - China - Hong Kong - India - Indonezia - Japonia - Kazahstan - Maldive - Noua Zeelandă - Papua Noua Guinee - Singapore - Insulele Solomon - Coreea de Sud - Turcia - Emiratele Arabe Unite - Vanuatu - Vietnam |